# St. Maria Angelica

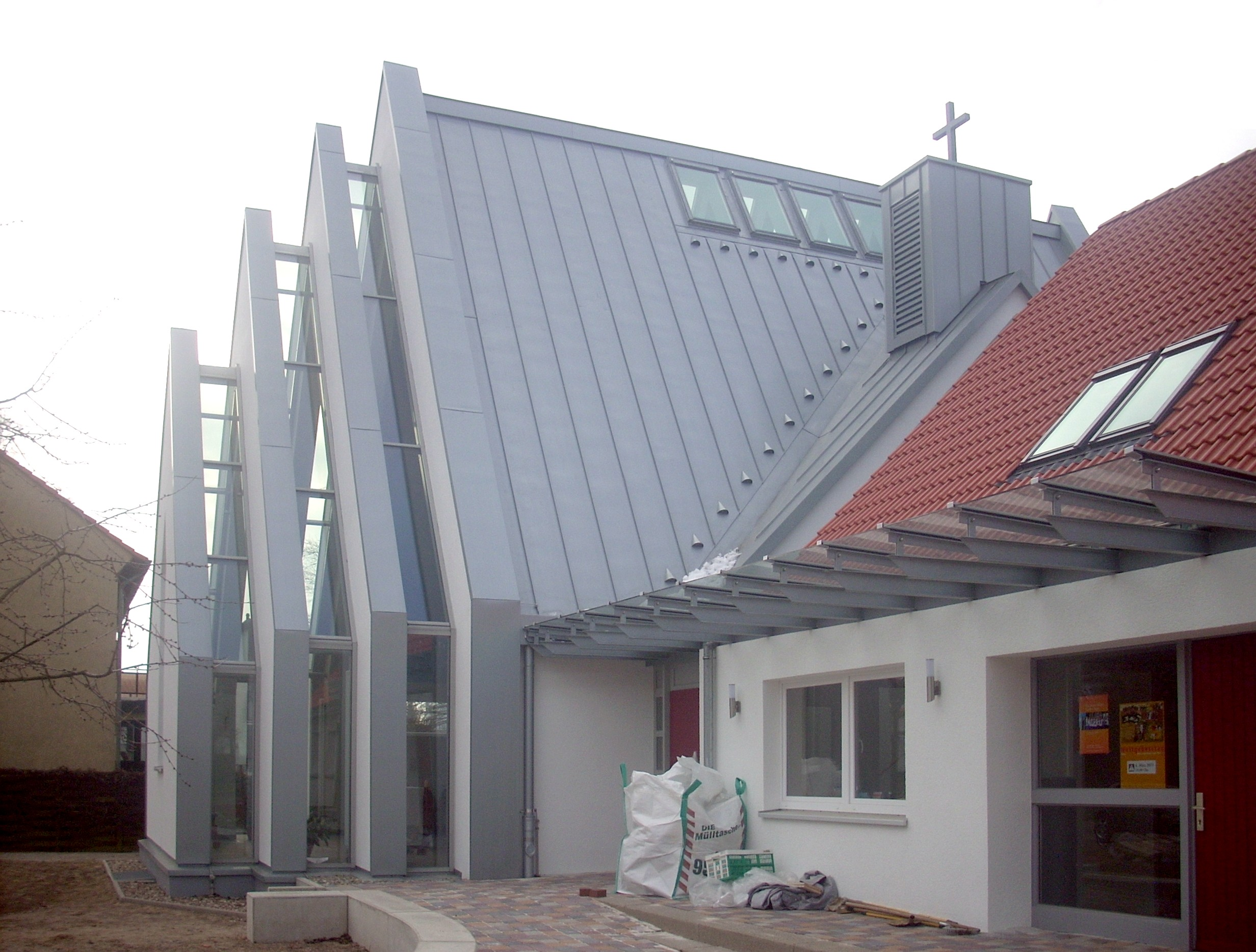
St. Maria Angelica

Die Pfarrkirche St. Maria Angelica in Hannover-Kirchrode ist die Pfarrkirche der alt-katholischen Gemeinde Hannover/Niedersachsen-Süd. Die seit 2010 genutzte und am 3. September 2011 geweihte Kirche steht auf einem Grundstück, das zuvor zur benachbarten ev.-luth. Jakobigemeinde gehörte. Es wurde 2003 von der alt-katholischen Gemeinde erworben.

## Geschichte

### Vorgeschichte und Bau

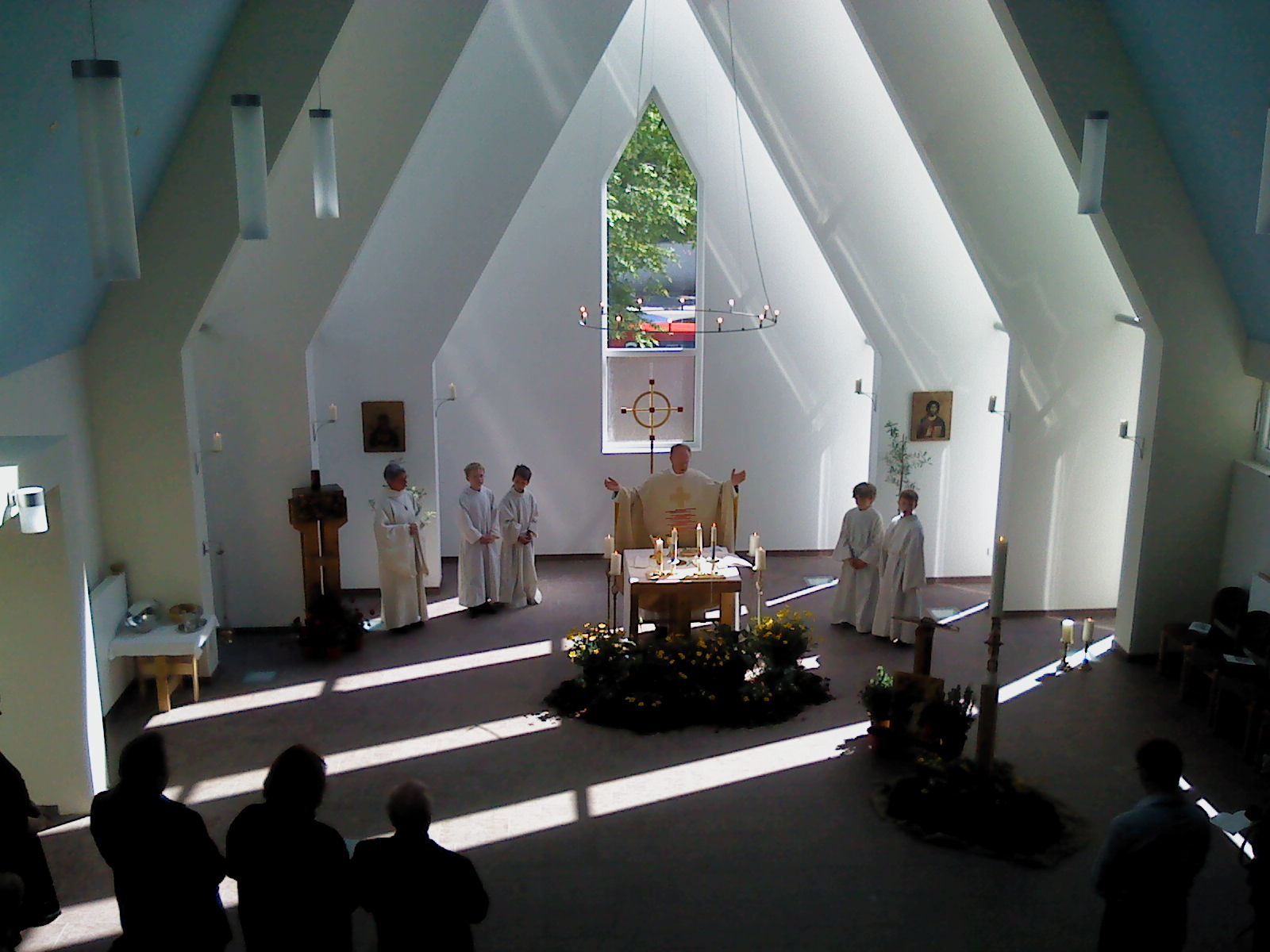
Innenraum während einer Feier der hl. Eucharistie

Bis 2007 war die Gemeinde zu Gast in Kirchen anderer Gemeinden und in der Kapelle des Annastifts; zwischen 2007 und 2010 feierte die Gemeinde Gottesdienste im Gemeindezentrum. Begonnen wurde der Bau mit der Grundsteinlegung am 30. August 2009; der erste Gottesdienst in der Kirche wurde in der Osternacht 2010 gefeiert. Seitdem feiert die Gemeinde dort ihre regelmäßigen Gottesdienste. Die Kirche wurde vom Architektenbüro Amberge und Schwartze Architekten GmbH entworfen, geplant und ausgeführt. Die Kosten des Baus, eine Erweiterung des bereits bestehenden Gemeindezentrums mit Pfarrwohnung, wurden ursprünglich auf 500.000 Euro geschätzt; letztendlich kostete er rund eine Million Euro und wurde durch Eigenkapital der Gemeinde und des alt-katholischen Bistums, durch andere alt-katholische Gemeinden sowie mit Spenden finanziert.

### Name und Weihe
Am 23. Mai 2011 beriet die Gemeinde über einen Namen (Patrozinium) für die Gemeinde und die Kirche. Bei der Abstimmung wurde Angélique Arnauld als Namensgeberin gewählt. Die Kirchweihe fand am 3. September 2011 statt. Am 30. Januar 2013 wurde durch den Kirchenvorstand beschlossen, die endgültige Form des Gemeinde- und Kirchennamens auf „St. Maria Angelica“, also nach der lateinischen Form, festzulegen.

## Gebäude

### Architektur

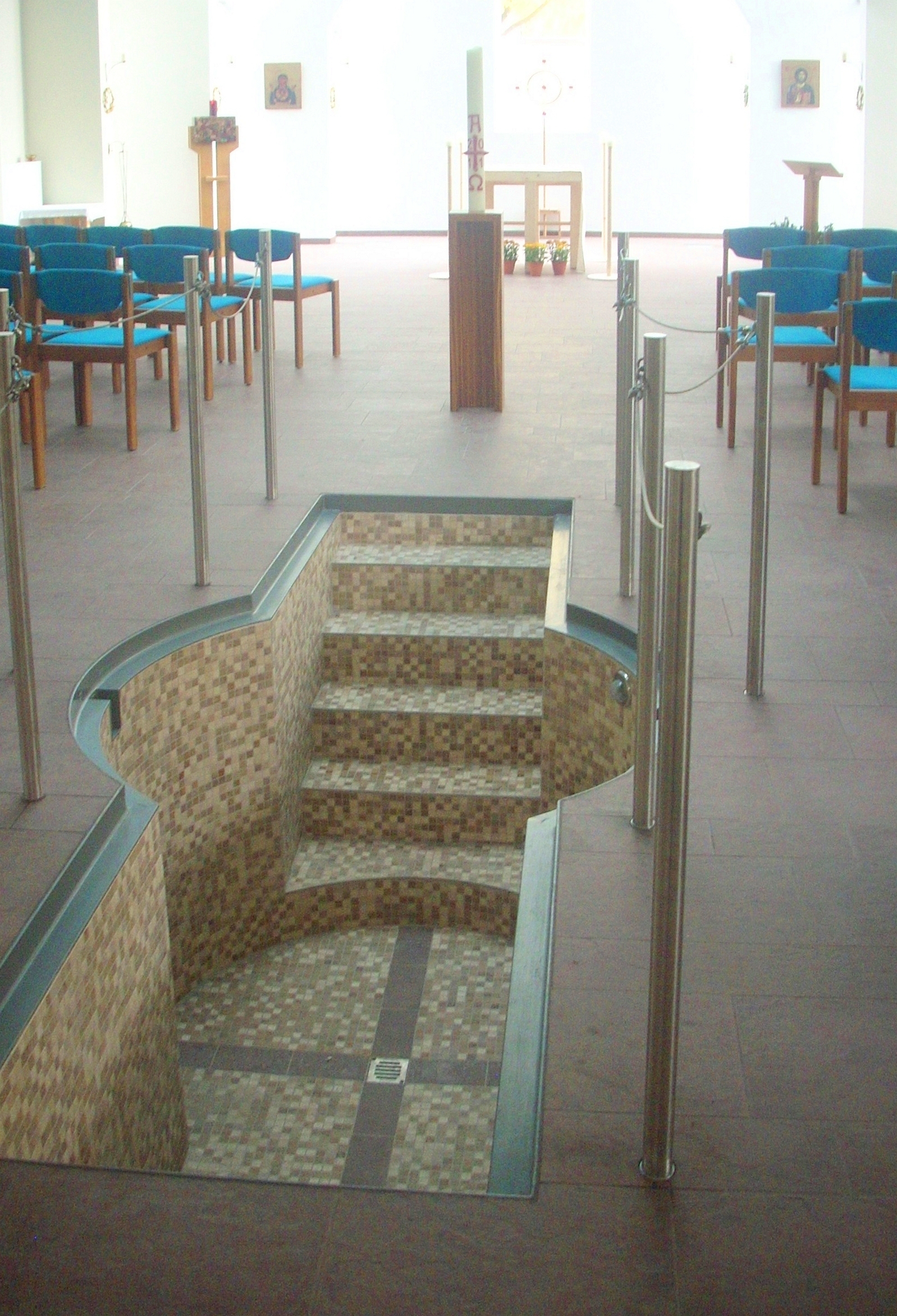
Taufbrunnen

Die Kirche ist modern und schlicht gestaltet, jedoch mit klarer Anlehnung an die traditionelle Bauweise von Kirchen im westlichen Europa. Es handelt sich um eine Saalkirche in Zeltform. Sie besitzt das erste Ganzkörpertaufbecken in der alt-katholischen Kirche in Deutschland, das am westlichen Ende des Kirchenraumes liegt. Die Kirche ist, wie es der Tradition entspricht, geostet. Da die Ostseite zur Straße weist, erfolgt der Eingang über das Gemeindezentrum. Der Altarraum, der Richtung Osten zur aufgehenden Sonne schaut, wird indirekt mit Licht von den Seiten geflutet. Das Dach hat an der Spitze Fenster, die zum Himmel ausgerichtet sind. Die Kirche fasst bis zu 100 Besucher.
Der Innenraum wird vor allem von den gestaffelten Fenstern im Altarraum, aber auch von der Decke geprägt, die wie ein abstrakter Sternenhimmel mit Sternen aus Blattgold in Kreuzform bestückt ist. Diese Art, die Decke zu bemalen, erinnert in der traditionellen Kirchenarchitektur an das Versprechen Gottes an Abraham, dass sein Volk so zahlreich wie die Sterne sein wird (Gen 15,1-6 ).

### Glocken
Die Kirche hat einen Dachreiter mit zwei Glocken. Eine der Glocken, mit dem Schlagton e2, wurde von der benachbarten ev.-luth. Jakobigemeinde aus ihrem Bestand gespendet; die zweite, Schlagton g2, wurde bei Perner in Passau nach Auftrag der Gemeinde gegossen. Im Mai 2011 hatte die Gemeinde die rund 7000 Euro für die zweite Glocke sowie die Installation aus Spenden zusammengetragen, so dass sie den Auftrag erteilen konnte. Am 18. November 2011 wurden die Glocken vom alt-katholischen Bischof Matthias Ring geweiht. Sie läuteten zum ersten Mal während der Christmette Heiligabend 2011.

### Altar

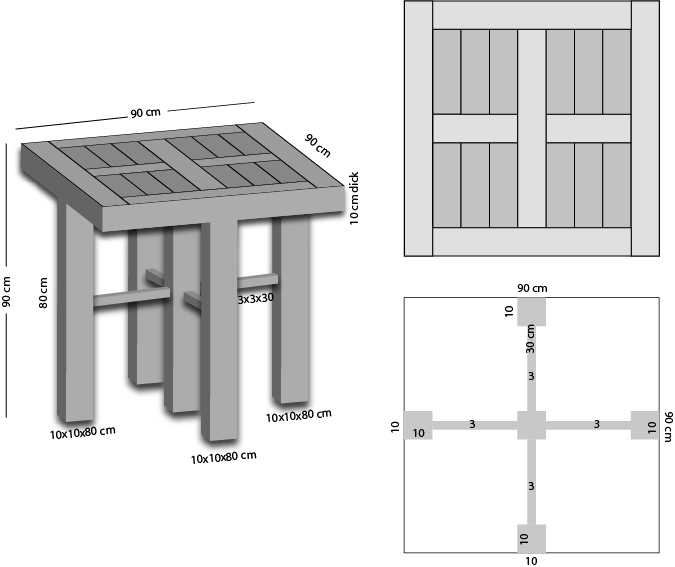
Original-Design des Altars von John Grantham, 2005

Die ursprüngliche Version des Altars wurde in der Karwoche 2005 fertig und wurde bis zum Bau der Kirche im Gemeindezentrum für die Feier der Eucharistie verwendet. Er wurde vom Gemeinde- und Kirchenvorstandsmitglied John Grantham entworfen und
von ihm gemeinsam mit Pfarrer Oliver Kaiser gebaut. Eine zweite Version des Altars mit demselben Design wurde zur Kirchweihe 2011 gebaut und dabei von Bischof Matthias Ring geweiht.
Der Altar ist mit numerischer Symbolik gefüllt: Die fünf Beine stellen die Wunden Christi dar und sind in der Form eines griechischen Kreuzes angeordnet. Die Außenproportionen bilden einen Kubus oder Würfel (also die Dreifaltigkeit sowie die Einheit Gottes). Von jeder Seite betrachtet wird ein s.g. Taukreuz (T-Kreuz) gebildet. Die Mensa besteht aus vier dreiteiligen Kantholzgruppen: Drei steht für die Dreifaltigkeit und somit Gott selbst; vier steht für die Erde und das Irdische (die vier Kompassrichtungen, die vier Winde usw.). Drei mal vier – die Verbindung zwischen dem Irdischen (vier) und dem Himmlischen (drei), also Christus selbst – ergibt 12, die Zahl der Apostel, der Zwölf Stämme Israels und der Tore des Neuen Jerusalems. In der Mitte der Mensa steht ein Kreuz aus drei Stücken, das wiederum von vier Kanthölzern im Quadrat umgeben wird; dabei wird ein Kruckenkreuz gebildet. Hier hat man wieder die drei und vier zusammen, aber in diesem Fall ergibt drei plus vier die sieben – die Zahl des Messias.